# Steinbach (Waimes)
Pour les articles homonymes, voir Steinbach.
Steinbach est un hameau belge situé dans les cantons de l'Est sur le territoire de la commune de Waimes en province de Liège. 

## Étymologie
Steinbach signifie en allemand : ruisseau de pierres. Mais l'origine pourrait venir du wallon bî stâtché qui signifie : ruisseau barré.

## Situation
Ce hameau ardennais se situe le long de la route nationale 676 Botrange - Waimes - Saint-Vith ainsi qu'aux alentours de cette route (rond-point) entre les villages de Waimes et Faymonville. Il avoisine aussi le hameau de Remonval.

## Loisirs
La ligne de chemin de fer appelée la Vennbahn traversait le hameau. Elle a été réaffectée en RAVeL et fait désormais le bonheur des cyclistes et autres promeneurs.

## Source et lien externe
- Histoire de Steinbach